# 八丁堀捕物ばなし
八丁堀捕物ばなし（はっちょうぼりとりもの - ）は、1993年11月17日～1994年3月2日にフジテレビ系で放送された、テレビ時代劇である。第2シリーズが1996年4月17日～8月21日に放映。1999年11月17日、11月24日に2編放映されている。

## 概要
当時のフジテレビで放送されていた『鬼平犯科帳』等と並ぶ捕物時代劇。鬼平がカリスマ的存在の長谷川平蔵とその密偵、盗賊との駆け引きに対して「時代劇版刑事ドラマ」として無名同心達の活躍と江戸庶民の生活文化を題材としている。
1994年、第31回ギャラクシー賞・テレビ部門推奨を受賞。

## 出演
- 八丁堀同心・狩谷新八郎 - 役所広司
- 北町奉行・遠山左衛門尉景元 - 古谷一行（特別出演）（第1シリーズ 第1話・第3話・第5話・最終話、第2シリーズ 第1話・第2話・第16話）
- 北町同心隠密回り・秋山久蔵 - 根津甚八（第1シリーズ 第1話・第3話・第5話・第8話、第2シリーズ 第1話）
- 臨時廻り同心・江藤十兵衛 - いかりや長介（ナレーションも担当）
- 江藤の妻・ゆい - 野際陽子（第1シリーズ全話、第2シリーズ 第1話 - 第3話・第8話・第9話・第11話 - 第14話・第16話）
- 髪結い職人・藤吉 - 田中邦衛（第1シリーズ 第1話・第2話・第6話・第9話・第11話、第2シリーズ 第1話・第9話・第12話）
- 中堅同心・杉山虎之助 - 火野正平
- 杉山の妹・佳代 - 渡辺梓（第1シリーズ 第1話 - 第6話・第8話・第11話・最終話、第2シリーズ 第1話 - 第5話・第7話 - 第16話）
- 小室玄蔵 - 渡辺哲（第1シリーズ全話、第2シリーズ 第1話 - 第12話・第14話 - 第16話）
- 小室の妻・妙 - 森口瑤子（第1シリーズ 第6話・第12話、第2シリーズ 第1話・第3話・第5話・第6話・第8話）
- 若手同心・栗原倉之進 - 田中実（第1シリーズ 第1話 - 第7話・第9話 - 最終話、第2シリーズ 第1話 - 第5話・第7話 - 第12話・第15話 - 第16話）
- 岡っ引・政吉 - 三ツ木清隆（第1シリーズ全話、第2シリーズ 第1話 - 第9話・第11話 - 第16話）
- 岡っ引・鳥蔵 - 戸田都康
- 岡っ引・徳次郎 - 青木卓司
- 岡っ引・文次 - 塩川健司
- 北町同心・斉藤平吉 - 池田勝志（第1シリーズのみ）
- 北町同心・井上孫太郎 - 松本幸三（第1シリーズのみ）
- 北町同心・河村三郎兵衛：谷口高史（第2シリーズより）
- 北町同心・東田七右衛門：東田達夫（第2シリーズより）

## ゲスト

### 第1シリーズ
| 各話 | サブタイトル                | ゲスト |
| ---- | --------------------------- | --- |
| 1    | 「同心殺し」 （スペシャル） | きよ：美保純、磯貝与之助：益岡徹 、高柳平太夫：平泉成、富蔵：織本順吉、庄五郎：西田健、弥太：安藤一夫、仁助：諸木淳郎                                                                    |
| 2    | 「女と手首」                | お島：山本みどり、鳥越弥九郎：高川裕也、鳥越伝右衛門：米倉斉加年、夜盗：赤塚真人、お松：林沙弥佳、医者：須永克彦、木曽屋主人：芝本正、木曽屋妾：合田恵子、鳥越の用人：森下鉄朗、丸岡奨詞 |
| 3    | 「花あらし」                | 州崎の文造：平幹二朗、おつた：伊佐山ひろ子、清次郎：南条弘二、正五郎：石山律雄、伊助：阿波地大輔、太吉：大矢敬典、近江屋忠兵衛：阿木五郎                                                 |
| 4    | 「おとうと」                | 相崎惣一郎：清水綋治、お葉：喜多嶋舞、木村国之進：大出俊、相崎富次郎：功刀明、おりん：泉知奈津、寺沢：石倉英博、今井：高市好行、加来：西森康夫、女中：宮田圭子、浪人：根本一也           |
| 5    | 「誘拐」                    | 山脇主馬：萩原流行、六助：塩見三省、金吾：深見亮介、倉田屋仁兵衛：小川真司、女房お直：千野弘美、お勝：三条晴海、千吉：中西勇太、お鶴：絵衣良子                                           |
| 6    | 「同心の恋」                | 山口新八：竹村健、檜屋総右衛門：山本清、妙の父親：汐路章、妙の母親：中村廣子、金子作之進：山崎智弘、多吉：吉塚弘、きよ：新海なつ、田辺：加治春雄                                         |
| 7    | 「兇刃」                    | 田中弁之助：渡辺裕之、美尾：岡まゆみ、後藤又十郎：立川三貴、笹部泰蔵：大林丈史、岸川兵衛：時代吉次郎、林軍平：石井洋充、小女：大西さちこ                                                 |
| 8    | 「待ち伏せ」                | 梶原長門：石橋蓮司、お仙：清水ひとみ、下和田の運平：深沢猛、村田万五郎：沢竜二、又造：松田章生、安吉：大富士、佐吉：山口秀志、元助：本山力                                               |
| 9    | 「野良犬」                  | おもん：伊藤麻衣子、島村只助：本田博太郎、いさ：三浦浩一（特別出演）、源蔵：中西良太、板倉房之介：中嶋俊一、三ツ瀬の熊五郎：小船秋夫、お文：中塚和代、為吉：河野実                       |
| 10   | 「送り火」                  | のぶ：芦川よしみ、彦次郎：鷲生功、船宿の女将：片桐夕子、成沢十右衛門：武井三二、庄一：山崎大聖、おとく：林トミエ、おたみ：東口理恵、碁会所の女：三星登史子、老婆：三星束美               |
| 11   | 「大盗賊」                  | 丑三ツの半兵衛：加藤武、巳の佐平次：浜田晃、稲毛屋太平：草薙幸二郎、与五郎：森下哲夫、辻堂の留吉：樋浦勉、源信：山口年美、石井トミコ                                                     |
| 12   | 「約束」                    | 鶴吉：杉本哲太、牛久の丈吉：金子研三、お袖：菅原あき、嘉兵衛：高峰圭二、下野の弁蔵：粟津號、常五郎：丸尾好広、与助：坂田雅彦、お豊：三井光子                                             |
| 13   | 「花晴れ着」                | おぬい：鶴田真由、舞阪屋太兵衛：御木本伸介、おえん：岡本舞、芝口の惣次：堀内正美、宗助：沼田爆、房吉：福中勢至郎、お類：大方斐紗子、遠藤：大橋吾郎、牢名主：山村嵯都子                   |

### 第2シリーズ
| 各話 | サブタイトル                    | ゲスト |
| ---- | ------------------------------- | --- |
| 1    | 「江戸の雪どけ」 （スペシャル） | おえん：洞口依子、三次：大森嘉之、今津屋清右衛門：纓片達雄、重蔵：立川三貴、隆元：北村晃一、高畑玄之進：頭師孝雄、おちか：藤貴子、鴻巣の政五郎：久賀大雅、相模屋丹兵衛：高峰圭二、又吉：内田勝康、狩谷小十郎：水上保広                                                         |
| 2    | 「疵」                          | おのぶ：北原佐和子、峰吉：石田登星、医師道庵：佐藤正文、喜平次：田中弘史、銀蔵：滝譲二、弥太：田中勲、いさ：橋本和博 |
| 3    | 「二つの絆」                    | お品：根本りつ子、お藤：斉藤林子、次郎吉：佐藤仁哉、治兵衛：荻原郁三、幸兵衛：沼田爆、喜助（栄次郎）：畠山久、大方斐紗子 |
| 4    | 「父と子」                      | 弥作：中村嘉葎雄、武蔵屋市五郎：山本清、仁助：南条弘二、佐八：粟津號、円蔵：金子研三、又造：平岡秀幸、おとよ：菅原あき、千代：及川佳奈 |
| 5    | 「囮」                          | おゆう：国生さゆり、松次郎：頭師佳孝、女将：坂本和子、疋田泰盛、白石ひとみ |
| 6    | 「朋輩」                        | 隈坂主馬：江藤潤、俵木半之丞：本田博太郎、赤池の伊平次：山本昌平、嘉七：山口秀志、茂助：吉中六、治助：タンクロー |
| 7    | 「黄八丈」                      | 紗紀：深浦加奈子、江口謙三郎：穂積哲也、謙之助：えなりかずき、浜田屋源兵衛：中田浩二、新吉：津久井啓太、高塚源四郎：斎藤洋介、いさ：杉崎浩一、田端十太夫：藤原稔三 |
| 8    | 「甘い罠」                      | 菊：野口早苗、お咲：浜野智紗都、お京：奥田圭子、仙蔵：伊藤敏八、清吉：鷲生功、暗闇の九郎兵衛：小田島隆 |
| 9    | 「掏摸」                        | 秀：高良陽一、村井孫次郎：河原崎次郎、長屋の女房：山村嵯都子、お千代：岡本舞、常：柴田善行 |
| 10   | 「秘密」                        | つる：安永亜衣、三五郎：安藤一夫、お蓮：唐沢潤、秋月道庵：佐藤正文、捨吉：松本幸三、音松：本山力、伊平：浦野眞彦、髪結床の主人：多賀勝一、夜泣きそばのおやじ：北見唯一、長屋の女1：三井光子、粂七：伊藤洋三郎                                                                  |
| 11   | 「初恋」                        | きくえ：岸田今日子、松永麗子、深見亮介、喜多村英三、松村康世、小峰隆司、稲健二、山崎智弘、猪飼賢治 |
| 12   | 「恩人」                        | たね：美保純、吉五郎：遠藤憲一、極楽の治兵衛：森下哲夫、音松：川本忠夫、久助：岡田洪志、上田屋女将：紅萬子、つや：西野美緒、お光：西岡ちあき、甲州屋平右衛門：溝田繁、清助：平井靖、水上保広                                                                                   |
| 13   | 「女あわれ」                    | 綾：姿晴香、小倉三九郎：松橋登、了達：三谷昇、仁兵衛：二瓶鮫一、相模屋政五郎：津村鷹志、神野：伊東達広、清吉：高川裕也、磯吉：竹本純平、庄兵衛：小倉一郎 |
| 14   | 「用心棒」                      | 宮本武蔵：寺尾聰、中原彦十郎：並木史朗、井上久太夫：森下鉄朗、坂口：山口粧太、米問屋の主：松尾勝人 |
| 15   | 「女賊」 前編                   | 菊水太夫（おしの）：名取裕子、嘉助：秋野太作、上村春庵：西沢利明、武蔵屋利兵衛：大出俊、源次郎：加地健太郎、運平：園田裕久、おちか：勇家寛子、おさと：泉知奈津、よね：稲垣陽子、牡丹梅丸：奥山しのぶ、桔梗竹丸：中村さがみ、年寄り：阿木五郎、捨吉：阿藤海、岩尾正隆、有川正治 |
| 16   | 「女賊」 後編 （最終回）        | 菊水太夫（おしの）：名取裕子、嘉助：秋野太作、上村春庵：西沢利明、武蔵屋利兵衛：大出俊、源次郎：加地健太郎、運平：園田裕久、おちか：勇家寛子、おさと：泉知奈津、よね：稲垣陽子、牡丹梅丸：奥山しのぶ、桔梗竹丸：中村さがみ、年寄り：阿木五郎、捨吉：阿藤海、岩尾正隆、有川正治 |

## スタッフ
- 企画 - 能村庸一、西岡善信、香取雍史
- プロデューサー - 小川晋一、酒井実、細井保伯、西村維樹
- 音楽 - 佐藤勝
- 殺陣 - 宇仁貫三
- 制作 - フジテレビ、映像京都

## サブタイトル

### 第1シリーズ
| 各話 | サブタイトル                | 脚本     | 監督       |
| ---- | --------------------------- | -------- | ---------- |
| 1    | 「同心殺し」 （スペシャル） | 古田求   | 富永卓二   |
| 2    | 「女と手首」                | 田村恵   | 小笠原佳文 |
| 3    | 「花あらし」                | 古田求   | 斎藤光正   |
| 4    | 「おとうと」                | 浅田直亮 | 原田眞治   |
| 5    | 「誘拐」                    | 田村恵   | 原田眞治   |
| 6    | 「同心の恋」                | 古田求   | 三村晴彦   |
| 7    | 「兇刃」                    | 田村恵   | 富永卓二   |
| 8    | 「待ち伏せ」                | 古田求   | 原田徹     |
| 9    | 「野良犬」                  | 依田庄司 | 小笠原佳文 |
| 10   | 「送り火」                  | 中村努   | 井上昭     |
| 11   | 「大盗賊」                  | 田村恵   | 菅光璽     |
| 12   | 「約束」                    | 古田求   | 三村晴彦   |
| 13   | 「花晴れ着」                | 安倍徹郎 | 斎藤光正   |

### 第2シリーズ
| 各話 | サブタイトル                    | 脚本                 | 監督       |
| ---- | ------------------------------- | -------------------- | ---------- |
| 1    | 「江戸の雪どけ」 （スペシャル） | 古田求               | 富永卓二   |
| 2    | 「疵」                          | 古田求               | 舛田利雄   |
| 3    | 「二つの絆」                    | 田村恵               | 富永卓二   |
| 4    | 「父と子」                      | 古田求               | 三村晴彦   |
| 5    | 「囮」                          | 中村努               | 斎藤光正   |
| 6    | 「朋輩」                        | 浅田直亮 古田求      | 原田眞治   |
| 7    | 「黄八丈」                      | 小松與志子 古田求    | 原田徹     |
| 8    | 「甘い罠」                      | 志村正浩             | 小笠原佳文 |
| 9    | 「掏摸」                        | 中村努               | 田中幹人   |
| 10   | 「秘密」                        | 金子成人             | 井上昭     |
| 11   | 「初恋」                        | 峰一信 峰純子 古田求 | 原田眞治   |
| 12   | 「恩人」                        | 金子成人             | 吉田啓一郎 |
| 13   | 「女あわれ」                    | 安部徹郎             | 三村晴彦   |
| 14   | 「用心棒」                      | 田村恵               | 小笠原佳文 |
| 15※  | 「女賊」 前編                   | 古田求               | 斎藤光正   |
| 16※  | 「女賊」 後編 （最終回）        | 古田求               | 斎藤光正   |

※「女賊」は第2シリーズ放映時の1996年には放送されず、1999年11月17日と11月24日に秋の時代劇傑作選として放送された